# روما (مسلسل)
مسلسل روما هو مسلسل تلفزيوني أمريكي- بريطاني-إيطالي من نوع الدراما تاريخية من تأليف برونو هيلر، وجون ميلاس، ووليام ماكدونالد. ويتألف المسلسل من جزئين، عرض لأول مرة في 2005 إلى 2007, وصدر لاحقاً على أقراص دي في دي وقرص بلو راي. تدور أحداث المسلسل في القرن 1 قبل الميلاد، أثناء المرحلة الانتقالية لروما القديمة من جمهورية إلى إمبراطورية.تبدأ السلسلة بأحداث غزو يوليوس قيصر على بلاد الغال, وتتلخص السلسلة الأولى مع اغتيال قيصر يليها صعود لأول إمبراطور روماني وهو أغسطس، والمعروف أيضا باسم غايوس أوكتافيان.

## ملخص الرواية
يروي المسلسل في المقام الأول حياة وأفعال الأغنياء والسلطة والهامة تاريخيا ولكن أيضا يركز على نمط الحياة، والثروات والأسر
وتتمحور القصة حول حياة اثنين من الجنود الرومان، هما: (لوسيوس فورينوس) و (تايتوس بولو).
السلسلة الأولى تصور حرب يوليوس قيصر الأهلية عام 49 قبل الميلاد ضد تيار تقليدي محافظ في مجلس الشيوخ الروماني, وصعوده إلى الديكتاتورية على روما وسقوطه، والتي امتدت بذلك الوقت من نهاية الحروب الغاليّة عام 52 قبل الميلاد وحتى اغتياله في 15 مارس سنة 44 قبل الميلاد. وفي ظل خلفية هذه الأحداث الكارثية، نرى أيضا السنوات الأولى من حياة الشاب أوكتافيان، الذي كان مقدر له أن يصبح أول إمبراطور لروما، أغسطس. السلسلة الثانية تروي الصراع على السلطة بين أوكتافيان و مارك أنتوني بعد اغتيال قيصر، والذي يمتد في الفترة من موت قيصر في 44 قبل الميلاد إلى انتصار أوكتافيان على أنتوني في معركة أكتيوم في عام 31 قبل الميلاد.

## الأدوار والشخصيات
- كيفين ماكيد - في دور - (لوسيوس فورينوس): هو ضابط روماني تقليدي مخلص، الذي يكافح لتحقيق التوازن بين معتقداته الشخصية، وواجبه لرؤسائه، واحتياجات أسرته وأصدقائه. الأساس لهذه الشخصية هو الجندي الروماني التاريخي الذي يحمل نفس الاسم، الذي ذُكِر عنه باختصار في كتابات قيصر.
- راي ستيفينسون - بدور - (تايتوس بولو): جندي ودود، ومتفائل ومتهور وغير مسؤول للعواقب مع بعض أخلاق القراصنة، يسعى وراء الشهوات والمتعة وانعدام تام للمسؤولية الشخصية، والذي يكتشف الهدف والنزاهة مخفياً داخل نفسه. الأساس لهذه الشخصية تأتي أيضا من كتابات قيصر.
- كيران هايندز - بدور - (يوليوس قيصر): قيصر طموح، ولكن أهدافه ودوافعه غالباً ماتكون غامضة ليزيد من تعقيد هذه المؤامرة واختبار ولاءات الشخصية للشخصيات الأخرى.كما أعلن نفسه كرجل إصلاح الذي أيّد العوام الرومانيين، على الرغم من انه هو نفسه أرستقراطي، كما أنه أيضاً رحيماً في ضرب أعدائه وتأسى لموتهم، ومرتاح في رغبتهم في تحقيق السلام.
- كينيث كرانهام - بدور - (بومباي ماغنوس): جنرال أسطوري، في الأيام الماضية من رئاسته، والذي يحاول استعادة أمجاد شبابه وكذلك للقيام بما هو صواب للجمهورية. كان بومبي ماغنوس الحقيقي جنرال روماني وسياسي والذي كان طموحا مثل قيصر وغير تقليدية تماما كما في شبابه، لكنه اختار أن يتحالف مع مجلس الشيوخ الروماني, في معارضة قيصر ودعم الجمهورية الرومانية التقليدية.
- بولي ووكر - بدور - (أتيا جولي): ابنة أخ يوليوس قيصر ووالدة أوكتافيان/أغسطس و أوكتافيا. وصفت على أنها مرحة وغير أخلاقية ومباغتة انتهازية، وقد جلبت لها الصلات العائلية وعلاقاتها الجنسية التواصل مع بعض الأفراد الأكثر نفوذا في روما، مما جعلها شخصية ذات نفوذ للغاية في المجتمع الروماني. شخصية أتيا خليعة جداً استناداً إلى شخصية تاريخية أتيا بالبا كاسونيا المعروف عنها بعض التفاصيل الصغيرة.
- جيمس بيورفوي - بدور - (مارك أنتوني): جنرال روماني وسياسي ذو شعبية كبيرة وماكر، ومساعد مقرب من يوليوس قيصر. يحارب ضد سلطة الجياع والأعمال الغير منجزة لأوكتافيان.
- توبياس مينزيس - بدور - (ماركوس جونيوس بروتوس ): شاب يوضع في حيرة بين ما يؤمن به هو الحق، وولائه وحبه للرجل الذي كان بمثابة الأب له. كان ماركوس جونيوس بروتوس الحقيقي من أشهر قتلة يوليوس قيصر, وواحد من الشخصيات الرئيسية في الحروب الأهلية التي تلت الاغتيال.
- ليندسي دانكان - بدور - (سيرفيليا): والدة (ماركوس جونيوس بروتوس), وعشيقة (يوليوس قيصر), وعدوة لـ(أتيا جولي). وتصور شخصيتها أنها امرأة من الطبقة الراقية والملكية الرومانية. التي تتبع قلبها على حساب نفسها، وتتعرض للخيانة من قبل حبيبها، ثم تتوق للانتقام. وهي مستوحاة من شخصية تاريخية سيرفيليا كابينيوس (Servilia Caepionis) , والدة ماركوس جونيوس بروتوس، وحبيبة يوليوس قيصر الشهيرة.
- أنديرا فارما - بدور - (نيوبي): زوجة (لوسيوس فورينوس),وهي امرأة جميلة وتكرس حياتها لعائلتها، بعد زواج لوسيوس منها وإنجاب ابنتيهما، عملت على تربيتهما وحدها عندما ذهب لوسيوس إلى الحرب.
- ماكس بيركس - (في الجزء الأول وأوائل الجزء الثاني) - بدور - (غايوس أوكتافيان): يؤدي دوره باعتباره الشاب المحنك البارد نوعا ما، مع فهمه بالعالم، الناس، والفلسفة، والسياسة التي تستمر إلى ما وراء سنواته. على الرغم من هذا فهو متعطش للسلطة ويستخدم إنجازات الآخرين ليربطها به من أجل مواصلة مسيرته السياسية. الأساس لهذه الشخصية هي سنوات أوغسطس, أول إمبراطور روماني، في وقت مبكر من حياته.
- سيمون وودز - (في الجزء الثاني) - بدور - (غايوس أوكتافيان): يؤدي دوره باعتباره الشاب المحنك البارد نوعا ما، مع فهمه بالعالم، الناس، والفلسفة، والسياسة التي تستمر إلى ما وراء سنواته. على الرغم من هذا فهو متعطش للسلطة ويستخدم إنجازات الآخرين ليربطها به من أجل مواصلة مسيرته السياسية. الأساس لهذه الشخصية هي سنوات أوغسطس, أول إمبراطور روماني، في وقت مبكر من حياته.
- نيكولاس وودسن - بدور - (بوسكا): العبد اليوناني الخاص ليوليوس قيصر، ويعتبر أيضا صديقه، ومساعده في المخيم، والمقرب في معظم الأشياء الشخصية والمهنية. كعبد، فانه نادرا ما يحصل على راتبه، ولكن العديد من الحلول أكثر بسيطة وأنيقة لمشاكل قيصر تأتي من عقله. في وقت لاحق بعد وفاة قيصر تُعطى له حريته ويعمل لصالح مارك أنتوني.
- كيري كوندون - بدور - (أوكتافيا جولي): هي الابنة الوحيدة والكبرى ل(أتيا جولي), وشقيقة (غايوس أوكتافيان), وزوجة مارك أنطوني في الموسم الثاني. الشخصية مستوحاة من فتاة رومانية من إحدى العائلات الأكثر نفوذاً في روما، وهي أوكتافيا الصغرى شقيقة أول إمبراطور روماني أوغسطس.
- ريك وأردن - بدور - (كوينتس بومبي): وهو ابن (بومباي ماغنوس). لا يوجد أساس لهذه الشخصية، ولكن قد يكون المقصود طابع لتمثيل القائد التاريخي الشاب سكستوس بومبيوس, أحد أبناء بومبي.
- كارل جونسون - بدور - (بورسيوس كاتو): متطرف تقليدي، ضد اضمحلال السياسية والعادات الاجتماعية، ومدافع قوي عن الجمهورية الرومانية. كان كاتو الأصغر الحقيقي خطيب روماني، ومؤلف، وسياسي، والذي انتحر لتجنب العيش تحت إستبداد يوليوس قيصر.
- ديفيد بامبر - بدور - (ماركوس توليوس سيسرون): سياسي معتدل وأديب، الذي يدخل في تحدى في محاولة لانقاذ الجمهورية التقليدية من طموحات مختلف الشخصيات في المسلسل. وكان شيشرون الحقيقي روماني سياسي، وكاتب وخطيب.
- لي بوردمان - بدور - (تايمون): هو روماني يهودي، يعمل لدى (آل جولي), وهو المسؤول أمور الحراسة وتوفير حاجياتهم، كما أنه في بعض الأحيان يقوم باغتيال بعض الأشخاص المستهدفين بأمر من (أتيا جولي).

## الإنتاج

### التطوير
قام وليام ماكدونالد وجون ميلاس بطرح فكرة إنتاج المسلسل على شكل سلسلة صغيرة على قناة HBO، إلا أن الشبكة مكتفية بالكامل بالمسلسلات الصغيرة.
في عام 2002، وافقت HBO وبي بي سي المشاركة في إنتاج هذه السلسلة، بتخصيص ميزانية من 100 - 110 مليون دولار (62.7 مليون يورو) لإنتاج اثني عشر حلقة لكل موسم بمدة ساعة، مع مساهمة HBO ب(85 مليون دولار), وبي بي سي، (15 مليون دولار).
ساهمت بي بي سي ب (800.000 يورو) على كل حلقة من روما في أول موسم له. روما هي أكبر سلسلة إنتاج مشترك في تاريخ البي بي سي في سوق الأفلام الأمريكية.
شهد السلسلة أيضا أول مسلسل بإنتاج مشترك، على الرغم من أن الشركتين قد عملت معا في أدوار أخرى في مسلسل في وقت سابق.
وفي 20 نيسان 2006، أعلنت كارولين ستراوس، رئيس HBO وضع الموسم الثاني لروما.

## التصوير
تم تصوير العمل في جميع أنحاء إيطاليا و يضم أكبر مجموعة مواقع للتصوير في العالم، حيث يشتمل على خمسة فدادين من خلفيات التصوير وستة منصات للصوت في استوديوهات سينيسيتا العالمية الشهيرة.

## روابط خارجية
- الموقع الرسمي
- الموقع الرسمي
- روما على موقع IMDb (الإنجليزية)
- روما على موقع ميتاكريتيك (الإنجليزية)
- روما على موقع روتن توميتوز (الإنجليزية)
- روما على موقع كينوبويسك (الروسية)
- روما على موقع ألو سيني (الفرنسية)
- روما على موقع قاعدة بيانات الفيلم (الإنجليزية)